# Agrostis koelerioides
Agrostis koelerioides är en gräsart som beskrevs av Étienne-Émile Desvaux. Agrostis koelerioides ingår i släktet ven, och familjen gräs. Inga underarter finns listade i Catalogue of Life.